# Eparchia czerniowiecka
Eparchia czerniowiecka – katolicka eparchia obrządku bizantyjsko-ukraińskiego ze stolicą w Czerniowcach, w obwodzie czerniowieckim, na Ukrainie. Biskupstwo jest sufraganią archieparchii iwano-frankiwskiej.

## Historia
12 września 2017 papież Franciszek erygował eparchię czerniowiecką. Dotychczas wierni z tych terenów należeli do eparchii kołomyjsko-czerniowieckiej (obecnie eparchia kołomyjska).

## Główne świątynie
- Sobór katedralny: Sobór Wniebowzięcia Najświętszej Maryi Panny w Czerniowcach

## Biskupi
- Josafat Moszczycz CMSAA (2017 - nadal)